# Annika Beck
Pour les articles homonymes, voir Beck.
Annika Beck, née le 16 février 1994 à Giessen, est une joueuse de tennis allemande, professionnelle de 2008 à 2018.
Elle remporte le tournoi de simple juniors de Roland-Garros en 2012 et son premier titre sur le circuit WTA au Luxembourg en 2014.

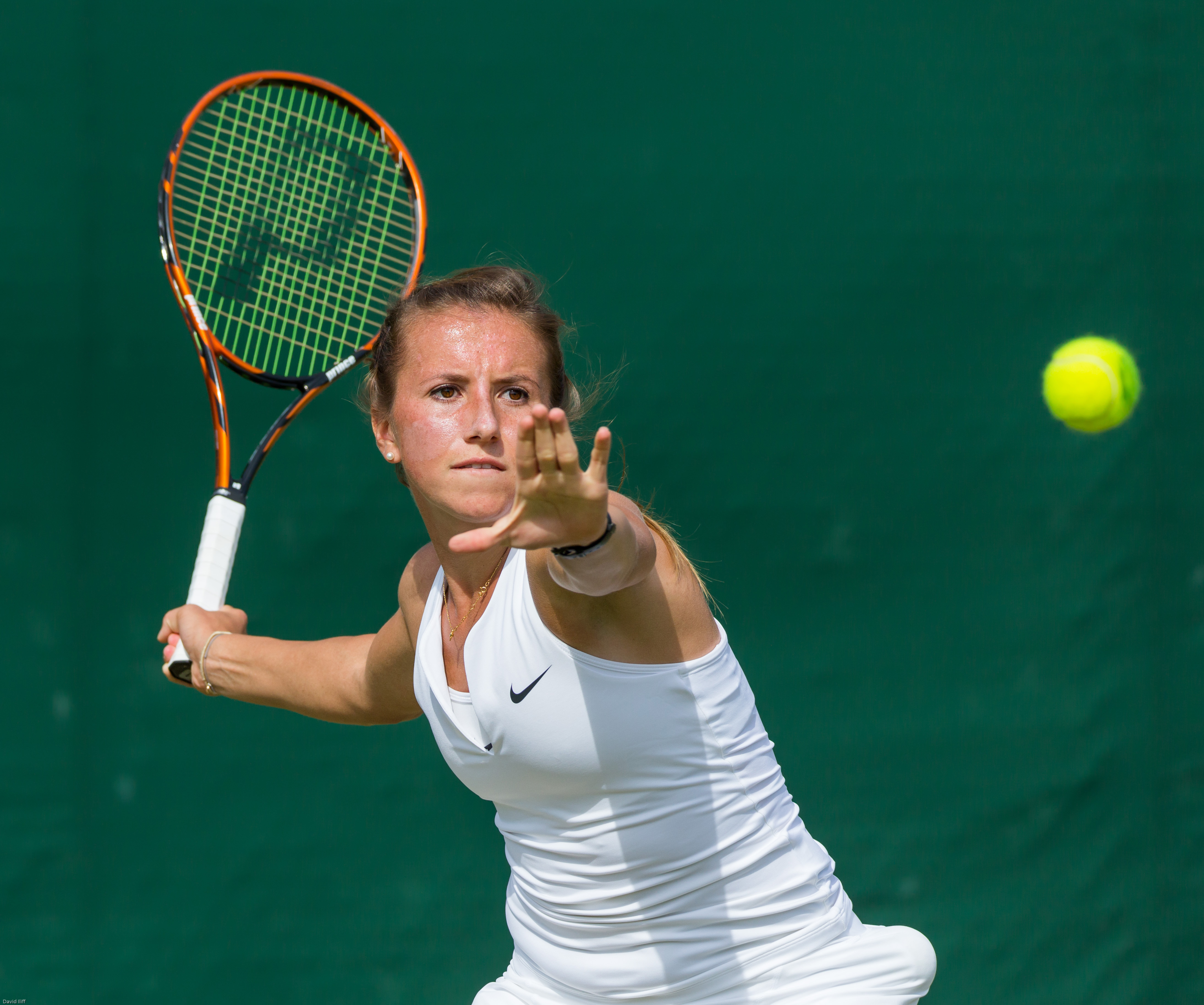
Annika au 2e tour des qualifications du tournoi de Wimbledon 2015.

En octobre 2018 elle se retire de la compétition pour se consacrer à ses études de médecine.

## Palmarès

### Titres en simple dames
| No | Date       | Nom et lieu du tournoi         | Catégorie | Dotation  | Surface         | Finaliste           | Score    |          |
| -- | ---------- | ------------------------------ | --------- | --------- | --------------- | ------------------- | -------- | -------- |
| 1  | 13-10-2014 | BNP Paribas Open, Luxembourg   | Intern'l  | 250 000 $ | Dur (int.)      | Barbora Z. Strýcová | 6-2, 6-1 | Parcours |
| 2  | 14-09-2015 | Coupe Banque Nationale, Québec | Intern'l  | 250 000 $ | Moquette (int.) | Jeļena Ostapenko    | 6-2, 6-2 | Parcours |

### Finales en simple dames
| No | Date       | Nom et lieu du tournoi           | Catégorie | Dotation  | Surface      | Vainqueure         | Score         |          |
| -- | ---------- | -------------------------------- | --------- | --------- | ------------ | ------------------ | ------------- | -------- |
| 1  | 14-10-2013 | BNP Paribas Open, Luxembourg     | Intern'l  | 235 000 $ | Dur (int.)   | Caroline Wozniacki | 6-2, 6-2      | Parcours |
| 2  | 27-07-2015 | Brasil Tennis Cup, Florianópolis | Intern'l  | 250 000 $ | Terre (ext.) | Teliana Pereira    | 6-4, 4-6, 6-1 | Parcours |

### Titre en double dames
| No | Date       | Nom et lieu du tournoi          | Catégorie | Dotation  | Surface      | Partenaire      | Finalistes                 | Score     |          |
| -- | ---------- | ------------------------------- | --------- | --------- | ------------ | --------------- | -------------------------- | --------- | -------- |
| 1  | 27-07-2015 | Brasil Tennis Cup Florianópolis | Intern'l  | 250 000 $ | Terre (ext.) | Laura Siegemund | María Irigoyen Paula Kania | 6-3, 7-61 | Parcours |

### Finales en double dames
| No | Date       | Nom et lieu du tournoi     | Catégorie | Dotation  | Surface      | Vainqueures                   | Partenaire      | Score            |          |
| -- | ---------- | -------------------------- | --------- | --------- | ------------ | ----------------------------- | --------------- | ---------------- | -------- |
| 1  | 06-10-2014 | Generali Ladies Linz       | Intern'l  | 226 750 $ | Dur (int.)   | Raluca Olaru Anna Tatishvili  | Caroline Garcia | 6-2, 6-1         | Parcours |
| 2  | 11-07-2016 | Ladies Championship Gstaad | Intern'l  | 250 000 $ | Terre (ext.) | Lara Arruabarrena Xenia Knoll | Evgeniya Rodina | 6-1, 3-6, [10-8] | Parcours |

## Parcours en Grand Chelem

### En simple dames
| Année | Open d'Australie | Open d'Australie | Internationaux de France                        | Internationaux de France | Wimbledon       | Wimbledon                                         | US Open         | US Open          |
| ----- | ---------------- | ---------------- | ----------------------------------------------- | ------------------------ | --------------- | ------------------------------------------------- | --------------- | ---------------- |
| 2012  | -                | -                | Q1 \|\| style="text-align:left" \| Kiki Bertens | 1er tour (1/64)          | Olga Govortsova | Q1 \|\| style="text-align:left" \| Irena Pavlovic |                 |                  |
| 2013  | 2e tour (1/32)   | Ayumi Morita     | 2e tour (1/32)                                  | V. Azarenka              | 2e tour (1/32)  | K. Zakopalová                                     | 1er tour (1/64) | Elena Vesnina    |
| 2014  | 2e tour (1/32)   | Ana Ivanović     | 1er tour (1/64)                                 | T. Pironkova             | 1er tour (1/64) | Zheng Jie                                         | 1er tour (1/64) | Sloane Stephens  |
| 2015  | 1er tour (1/64)  | Sílvia Soler     | 3e tour (1/16)                                  | Elina Svitolina          | 1er tour (1/64) | Kirsten Flipkens                                  | 1er tour (1/64) | Jeļena Ostapenko |
| 2016  | 4e tour (1/8)    | Angelique Kerber | 3e tour (1/16)                                  | I.-C. Begu               | 3e tour (1/16)  | Serena Williams                                   | 2e tour (1/32)  | Elena Vesnina    |
| 2017  | 1er tour (1/64)  | Ashleigh Barty   | 1er tour (1/64)                                 | A. Sevastova             | 1er tour (1/64) | Polona Hercog                                     | 1er tour (1/64) | Julia Görges     |

à droite du résultat, l’ultime adversaire.

### En double dames
| Année | Open d'Australie              | Open d'Australie              | Internationaux de France     | Internationaux de France     | Wimbledon                    | Wimbledon                 | US Open                      | US Open                      |
| ----- | ----------------------------- | ----------------------------- | ---------------------------- | ---------------------------- | ---------------------------- | ------------------------- | ---------------------------- | ---------------------------- |
| 2013  | 1er tour (1/32) L. Dekmeijere | S. Kuznetsova Y. Wickmayer    | 1er tour (1/32) V. Solovieva | C. Garcia M. Johansson       | 1er tour (1/32) I. Buryachok | N. Grandin V. Uhlířová    | 1er tour (1/32) Mónica Puig  | Sania Mirza Zheng Jie        |
| 2014  | 2e tour (1/16) A. Petkovic    | J. Gajdošová Tomljanović      | 2e tour (1/16) K. Barrois    | M. Eraković Arantxa Parra    | 1er tour (1/32) Kurumi Nara  | V. Dushevina C. Scheepers | 1er tour (1/32) K. Barrois   | J. Gajdošová Tomljanović     |
| 2015  | 1er tour (1/32) Shahar Peer   | A. Panova H. Watson           | 2e tour (1/16) Shahar Peer   | Chan Yung-jan Zheng Jie      | -                            | -                         | 1er tour (1/32) Demi Schuurs | J. Janković A. Krunić        |
| 2016  | 1er tour (1/32) C. Witthöft   | A.-L. Grönefeld C. Vandeweghe | 1er tour (1/32) Y. Wickmayer | C. Garcia K. Mladenovic      | 2e tour (1/16) Y. Wickmayer  | E. Makarova Elena Vesnina | 1er tour (1/32) Y. Wickmayer | L. Arruabarrena Olga Savchuk |
| 2017  | 2e tour (1/16) A. Sevastova   | Caroline Garcia K. Mladenovic | 1er tour (1/32) R. Voráčová  | Chan Hao-ching B. Krejčíková | -                            | -                         |                              |                              |

sous le résultat, la partenaire ; à droite, l’ultime équipe adverse.

## Parcours en «Premier Mandatory» et «Premier 5»
Découlant d'une réforme du circuit WTA inaugurée en 2009, les tournois WTA « Premier Mandatory » et « Premier 5 » constituent les catégories d'épreuves les plus prestigieuses, après les quatre levées du Grand Chelem.

### En simple dames
| Année |              | Premier Mandatory            | Premier Mandatory            | Premier Mandatory            | Premier Mandatory            |       | Premier 5 | Premier 5                     | Premier 5                   | Premier 5                    | Premier 5                   | Premier 5 | Premier 5                     |
| Année | Indian Wells | Miami                        | Madrid                       | Pékin                        |                              | Dubaï | Rome      | Canada                        | Cincinnati                  |                              | Tokyo                       |           |                               |
| Année | Indian Wells | Miami                        | Madrid                       | Pékin                        |                              | Doha  | Rome      | Canada                        | Cincinnati                  |                              | Wuhan                       |           |                               |
| Année | Indian Wells | Miami                        | Madrid                       | Pékin                        |                              |       | Rome      | Canada                        | Cincinnati                  |                              |                             |           |                               |
| 2013  |              | 1er tour (1/64) K. Bertens   | 1er tour (1/64) U. Radwańska |                              | 1er tour (1/32) M. Niculescu |       |           |                               |                             |                              | 1er tour (1/32) E. Makarova |           | 1er tour (1/32) A. Ivanović   |
| 2014  |              | 3e tour (1/16) A. Radwańska  | 1er tour (1/64) K. Nara      | 1er tour (1/32) M.Rybáriková |                              |       |           | 3e tour (1/8) S. Halep        | 1er tour (1/32) V. Williams |                              | 2e tour (1/16) J. Janković  |           | 1er tour (1/32) C. Vandeweghe |
| 2015  |              | 1er tour (1/64) L. Tsurenko  | 2e tour (1/32) Ka. Plíšková  |                              |                              |       |           | 1er tour (1/32) Z. Diyas      |                             |                              |                             |           |                               |
| 2016  |              | 2e tour (1/32) E. Svitolina  | 1er tour (1/64) M. Gasparyan | 1er tour (1/32) E. Makarova  | 1er tour (1/32) B. Bencic    |       |           | 1er tour (1/32) K. Bondarenko | 1er tour (1/32) T. Pereira  | 1er tour (1/32) D. Gavrilova | 2e tour (1/16) S. Halep     |           | 1er tour (1/32) J. Konta      |
| 2017  |              | 2e tour (1/32) K. Mladenovic | 1er tour (1/64) C. McHale    |                              |                              |       |           |                               |                             |                              |                             |           |                               |

Sous le résultat, l’ultime adversaire.

## Parcours aux Jeux olympiques

### En simple dames
| # | Date       | Nom de l'olympiade       | Surface    | Résultat        | Ultime adversaire | Score     |          |
| - | ---------- | ------------------------ | ---------- | --------------- | ----------------- | --------- | -------- |
| 1 | 06/08/2016 | Olympic Tennis Event Rio | Dur (ext.) | 1er tour (1/32) | Ana Konjuh        | 7-65, 6-1 | Parcours |

## Parcours en Fed Cup
| #                                                                | Date       | Lieu        | Surface      | Gagnante(s)                      | Perdante(s)                           | Score              |          |
|                                                                  |            |             |              |                                  |                                       |                    |          |
| 2013 - 1er tour (groupe mondial II) - France - Allemagne - 1 : 3 |            |             |              |                                  |                                       |                    |          |
| 1                                                                | 09/02/2013 | Limoges     | Terre (int.) | Alizé Cornet Kristina Mladenovic | Annika Beck Anna-Lena Grönefeld       | 6-3, 6-4           | Parcours |
|                                                                  |            |             |              |                                  |                                       |                    |          |
| 2016 - 1er tour (groupe mondial) - Allemagne - Suisse - 2 : 3    |            |             |              |                                  |                                       |                    |          |
| 2                                                                | 06/02/2016 | Leipzig     | Dur (int.)   | Annika Beck                      | Timea Bacsinszky                      | 7-5, 6-4           | Parcours |
|                                                                  |            |             |              |                                  |                                       |                    |          |
| 2016 - Barrage (groupe mondial I) - Roumanie - Allemagne - 1 : 4 |            |             |              |                                  |                                       |                    |          |
| 3                                                                | 16/04/2016 | Cluj-Napoca | Terre (int.) | Annika Beck Julia Görges         | Irina-Camelia Begu Alexandra Dulgheru | 6-75, 7-64, [10-7] | Parcours |

## Classements WTA en fin de saison
| Année          | 2009 | 2010 | 2011 | 2012 | 2013 | 2014 | 2015 | 2016 | 2017 |
| Rang en simple | 1099 | 380  | 234  | 78   | 58   | 55   | 56   | 52   | 177  |
| Rang en double | –    | 875  | –    | 1231 | 862  | 122  | 117  | 133  | 259  |

Source : (en) Classements de Annika Beck sur le site officiel de la Fédération internationale de tennis